# Franco Fasciana
Franco Fasciana Azocar (Las Cocuizas, 8 marzo 1960) è un ex calciatore e allenatore di calcio venezuelano, di ruolo portiere.

## Biografia
È fratello di José Fasciana, anch'egli ex portiere ed ex membro della Nazionale, e ha un figlio calciatore, Franco José Fasciana.

## Carriera

### Club
Nel 1981 giocò nel Deportivo Falcón; nel 1983 partecipò alla Coppa Libertadores con la maglia dell'Atlético San Cristóbal. Nel 1990-1991 fece parte della rosa dell'Atlético Falcón.

### Nazionale
Giocò 5 partite  tra il 1989 e il 1991. Debuttò in Nazionale il 30 marzo 1989 contro il Paraguay, in una gara amichevole, subentrando a Daniel Nikolac. Fu convocato per la Copa América 1991, e vi giocò 4 gare, subendo 15 reti.